# 반금련
반금련(潘金蓮)은 중국의 사대기서(四大奇書)인 《수호전》(水滸傳)과 《금병매》(金甁梅)에 등장하는 인물이다. 애욕에 빠져 정부 서문경(西門慶)과 함께 남편 무대랑(武大郞)을 죽이고, 시동생인 무송에게 남편의 복수를 당하는 호색한 악녀로 알려져 있다. '금련(金蓮)'은 당시 미인의 기준 중 하나였던 전족을 형용하는 말이다.
《수호전》에서는 양곡현(陽穀縣)의 떡장수 무대랑의 아내로 등장. 절세의 미녀이지만 성욕·물욕·향상심이 강하여 남편을 죽이고 정부인 서문경과 불륜에 빠진 전형적인 악녀이다. 《금병매》에서는 부주인공으로 그려졌으며, 그녀의 이름 앞글자 '금(金)'이 작품 제목의 첫 글자로 사용되었다.

## 생애
원래는 청하현(淸河縣) 상인의 하녀였다. 미모로 인해 주인이 눈독을 들였으나 그것을 물리치고 반대로 정부인에게 고자질하는 바람에 거꾸로 주인의 원한을 사 청하현에서 가장 추남인 무대랑에게 강제로 시집을 가게 되었다. 그래서 남의 소문이 나는 것을 피해 양곡현으로 이사하였다. 그 뒤 호랑이를 맨손으로 잡아 이름을 떨치고 양곡현의 도두로 임명된 무송(武松·무대랑의 동생)이 나타나 같이 살게된다. 형과는 달리 기골이 장대한 미남인 무송에게 반해 추파를 부리지만, 강직한 무송에게서는 통하지 않았다.
그 후 약방을 하는 갑부 서문경이 반금련의 집 앞을 지나가다 반금련과 서로 첫눈에 반한다. 이웃집 왕노파의 주선으로 두 사람은 만남을 거듭하게 되고, 결국 남편인 무대랑도 눈치채게 된다. 외도의 현장에 무대가 급습하지만 무대랑은 동생과 달리 아무런 무예가 없었고, 오히려 서문경에게 걷어 차여 큰 부상을 입고 만다. 무대랑이 알게되자 두 사람은 무송이 공무(公務)로 동경 개봉부에 가있어서 부재중인 것을 다행으로 생각하고, 서문경이 가져온 독약을 치료약으로 속여 무대랑을 살해한다. 무대랑이 죽자 두 사람은 거리낌 없이 불륜을 거듭해 나간다.
동경 개봉부에서 돌아온 무송은 형의 죽음에 크게 놀라지만 부검을 맡은 하구숙(何九叔)으로부터 무대랑의 시신에서 나온 독살로 의심되는 뼈를 건네받았고, 주변 주민들을 조사하여 반금련과 서문경 두 사람이 형을 죽였을 것이라고 확신한다. 무송은 장례식의 답례라 칭하며 왕노파를 포함해 주변 주민들을 초청한 자리에서 반금련을 죽이고 형의 원수를 갚았다.

## 여담
반금련의 실재설이 있다. 중국의 학자 성쉰창(盛巽昌)에 따르면 다음과 같은 설들이 있다고 한다(《수호전보증본 水滸傳補証本》에 의하면).
- 송나라 서문경의 첩 중 한 사람이었다.《수호전》에 쓰여져 있는 악행은 거짓이며 서문경의 정실인 오씨 가문이 반금련의 후손을 겨냥하기 위해 만든 것이다.
- 반금련은 원말 명초에 실재했던 인물로 청하현의 장관인 무대의 부인이었다. 《수호전》의 악행과는 반대로 선한 인물이었다. 그런데 원말의 군웅 장사성(張士誠)의 부하로 반(潘)씨 성을 쓰는 무장이 두 명 있었고, 반씨가 배신하는 바람에 장사성은 주원장에게 패했다. 장사성의 참모였던 시내암이 이를 원망하며 반씨인 반금련을 악인으로 만들었다는 설.

모두 전설일 뿐이고, 2번째 설은 애초에 시내암이 장사성을 섬겼다는 역사서 자체가 진위불명이어서 의심스럽다.

## 같이 보기
- 수호전
- 금병매
- 무송
- 서문경

## 동명의 영화
- 반금련 (1982년 영화)
- 반금련 (1989년 영화)